# Колодіївка (Івано-Франківський район)
Коло́діївка (пол. Kołodziejówka) — село Івано-Франківського району Івано-Франківської області. Колишня назва села — Федьково. Входить до складу Івано-Франківської міської громади.

## Населення

### Мова
Розподіл населення за рідною мовою за даними перепису 2001 року:
| Мова            | Кількість | Відсоток |
| --------------- | --------- | -------- |
| українська      | 567       | 99.30%   |
| російська       | 3         | 0.52%    |
| інші/не вказали | 1         | 0.18%    |
| Усього          | 571       | 100%     |

## Відомі люди

### Народилися
- Шепарович Юліян, Шепарович Юрій, Шепарович Роман та Шепарович Лев — українські військові і політичні діячі часів національно-визвольних змагань, сини Зеновія (Зенона) Шепаровича.
- Шепарович Іван — економіст і громадський діяч.
- Галущак Мар'ян Олексійович, фізик, академік АН ВШ України.
- Гриш Дмитро Дмитрович, сільський голова 1992—2010 рр.